# Spirit (banda)

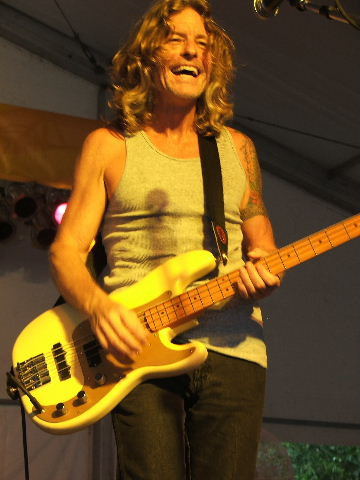
Mark Andes with Ian McLagan at ACL Music Festival (2006)

Spirit foi um grupo estadunidense de hard e rock psicodélico formada em 1967, em Los Angeles, California. A banda foi liderada pelo guitarrista Randy California. Seu maior sucesso comercial nos Estados Unidos foi o single "I Got A Line On You", mas também ficaram conhecidos nesse país por álbuns como The Family That Plays Together, Clear e Twelve Dreams of Dr. Sardonicus.

## Discografia
Álbuns de estúdio
- Spirit (1968)
- The Family That Plays Together (1968)
- Clear (1969)
- Twelve Dreams of Dr. Sardonicus (1970)
- Feedback (1972) Spirit of '76 (1975)
- Son of Spirit (1975)
- Farther Along (1976)
- Future Games (1977)
- ...Potato Land (1981)
- The Thirteenth Dream (1984)
- Rapture in the Chambers (1988)
- Tent of Miracles (1990)
- California Blues (1996)

Álbuns ao vivo
- Live Spirit (1977)
- Live at la Paloma (1993)
- Live from the Time Coast (2004)

Álbuns de coletânea
- The Best Of Spirit (1973)
- Time Circle, 1968–1972 (1991)
- Chronicles, 1967–1992 (1992)
- The Mercury Years (1997)
- Cosmic Smile (2000)
- Sea Dream (2002)
- Blues From the Soul (2003)
- Son of America (2005)
- Original Potato Land (2006)
- Salvation – the Spirit of '74 (2007)
- Rock and Roll Planet...1977–1979 (2008)
- California Blues Redux (2009)

Álbum de trilha sonora
- Model Shop (1968)